# 茨城県道339号大和田桃浦停車場線

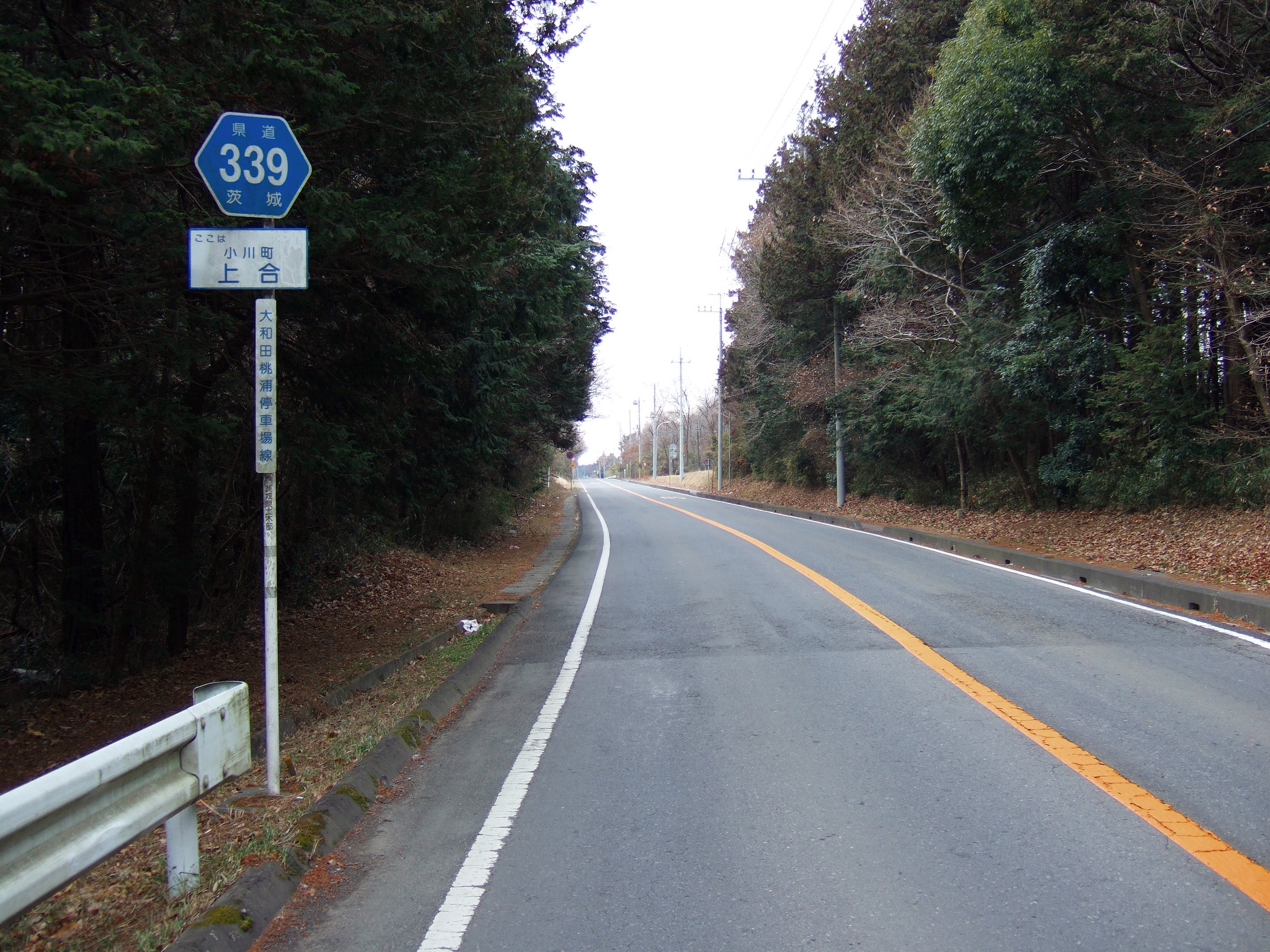
茨城県道339号大和田桃浦停車場線
小川町上合（2006年1月）

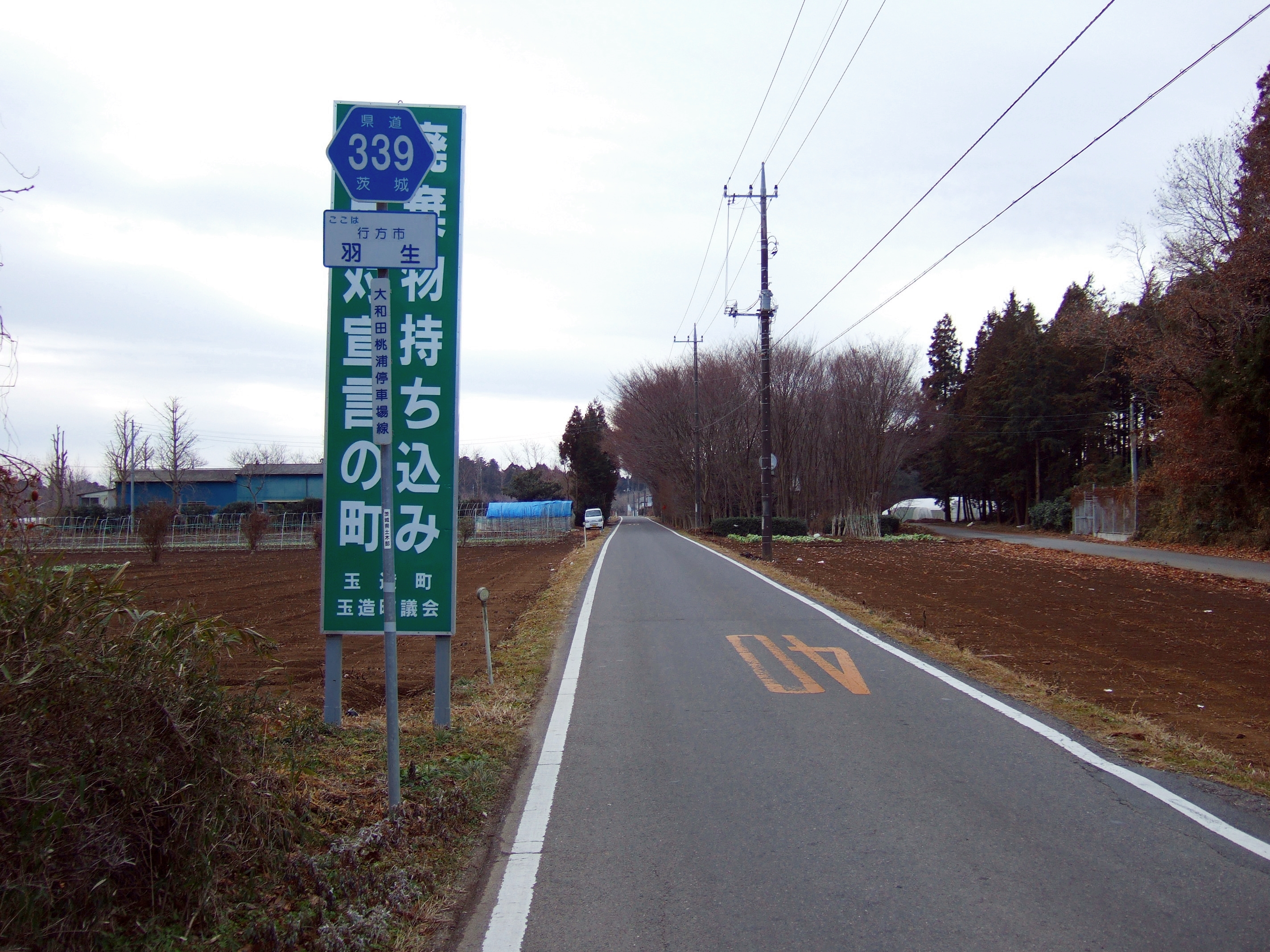
行方市羽生（2006年1月）

茨城県道339号大和田桃浦停車場線（いばらきけんどう339ごう おおわだももうらていしゃじょうせん）は、茨城県鉾田市から行方市に至り鹿島鉄道線（廃線）旧桃浦駅と接続するかつて存在した県道である。桃浦駅の廃止に伴い、2008年4月17日にこの県道も廃止された。

## 路線概要
- 起点：鉾田市大字大和田字新田後585番1地先（茨城県道18号茨城鹿島線交点＝「菅野谷」交差点）[1]
- 終点：行方市大字羽生字八反田32番1地先、鹿島鉄道桃浦駅（廃止））[2]
- 延長：12.737km
  - 重複区間：796m
  - 実延長：11.941km

## 歴史
前身にあたる県道城之内桃浦停車場線（整理番号422）は、茨城町城之内 - 鉾田町大和田の区間が1994年（平成6年）4月1日付で主要地方道である県道水戸神栖線の一部として昇格・路線認定されたことにより、同時に路線廃止となった。これに伴い県道城之内桃浦停車場線の残存区間は、起点を鉾田町大和田（現、鉾田市大和田）の県道茨城鹿島線交点、終点を玉造町羽生（現、行方市羽生）の桃浦停車場とする新たな路線として、一般県道大和田桃浦停車場線（整理番号422）に認定された。
2007年（平成19年）4月1日に鹿島鉄道線の廃線に伴い桃浦駅が廃止となったあとも大和田桃浦停車場線は存続したが、翌2008年（平成20年）4月17日をもって路線廃止された。路線廃止と同時に後継として、国道355号重複と桃浦駅取り付け道路を除外した区間を持って県道大和田羽生線へ引き継がれることとなった。

### 年表
- 1926年（大正15年）8月15日：桃浦駅が開業する。
- 1959年（昭和34年）10月14日：大和田桃浦停車場線の前身である城之内桃浦停車場線（茨城町城之内 - 玉造町桃浦停車場、図面対照番号187）が路線認定される[4]。
- 1994年（平成6年）4月1日
  - 大和田桃浦停車場線（整理番号422）として県道路線認定される[5]。
  - 道路の区域は、鹿島郡鉾田町大字大和田県道茨城鹿島線分岐から行方郡玉造町大字羽生桃浦停車場までに決定する[2]。
  - 同時に、県道城之内桃浦停車場線（整理番号422）が廃止される[3]。
- 1995年（平成7年）3月30日：整理番号422から整理番号339に変更される[6]。
- 2000年（平成12年）4月1日：東茨城郡小川町大字下吉影 - 小川町大字山野の区間が、通行する車両の最大重量限度25トンの道路に指定される[7]。
- 2001年（平成13年）10月4日：鹿島郡鉾田町大和田の菅野谷交差点（主要地方道茨城鹿島線） - 大和田交差点区間（延長782m）の道路編入により道路を延伸し、起点が大和田交差点から菅野谷交差点に移る[1]。
- 2007年（平成19年）4月1日：桃浦駅が廃止となる。
- 2008年（平成20年）4月10日：行方市羽生地内（ - 国道355号交点まで）の狭隘な現道（2.049km）を道路改良拡幅する道路区域が決定する[8]。
- 2008年（平成20年）4月17日：大和田桃浦停車場線が路線廃止となる[9]。

## 路線状況
菅野谷交差点 - 大和田交差点は1.5車線、小美玉市与沢 - 行方市羽生が1.5車線の未改良道路であった他は、小美玉市下吉影 - 与沢間は2車線に整備されていた。

### 重複区間
- 国道355号（行方市羽生：796 m）

## 地理
地勢は、路線の大部分が行方台地北部にあり、起点の菅野谷交差点は鹿島台地にあった。菅野谷交差点 - 大和田交差点は鹿島台地から巴川低地に下る坂道、行方市羽生の行方台地から霞ヶ浦沿岸低地に下る坂道である他は、大部分が平坦な台地上の道路であった。

### 通過する自治体
- 茨城県
  - 鉾田市 - 小美玉市 - 行方市

### 交差する道路
- 茨城県道8号小川鉾田線（小美玉市与沢）

### 沿線
- 鹿島鉄道線 桃浦駅（廃止）
- 航空自衛隊 百里基地